# Kepler-51 c
 (mai 2025).
Kepler-51 c est une exoplanète de type Planète super-enflée en orbite autour de la son étoile hôte Kepler-51, située à environ 2 556,51 années-lumière de la Terre.

## Caractéristiques physiques
L'exoplanète se distingue par sa masse faible de 0,013 MJ, son rayon de 0,80 RJ et sa température de 439 K.

## Orbite
Elle orbite à 0,38  unités astronomiques de son étoile, une distance comparable à celle de Vénus dans le système solaire.

## Découverte
L'exoplanète a été découverte par la méthode des transits en 2012.

## Habitabilité
Les conditions d'habitabilité de cette exoplanète ne sont pas déterminées ou ne sont pas connues.